# Kampemba (cours d'eau)
La Kampemba ou parfois Kapemba est une rivière de la ville de Lubumbashi dans la république démocratique du Congo et un affluent de la rivière Navyundu. 

## Géographie
La Kampemba prend source dans la commune éponyme à Lubumbashi.
Elle du Nord au Sud et se jette dans la Navyundu.